# Corang River
Corang River är ett vattendrag i Australien. Det ligger i delstaten New South Wales, i den sydöstra delen av landet, omkring 180 kilometer sydväst om delstatshuvudstaden Sydney.
I omgivningarna runt Corang River växer huvudsakligen savannskog. Trakten runt Corang River är nära nog obefolkad, med mindre än två invånare per kvadratkilometer. Genomsnittlig årsnederbörd är 1 370 millimeter. Den regnigaste månaden är mars, med i genomsnitt 203 mm nederbörd, och den torraste är juli, med 40 mm nederbörd.